# Hermann Beil
Hermann Beil (* 9. August 1941 in Wien) ist ein österreichischer Theaterdramaturg, Theaterregisseur und Autor. Er war von 2009 bis 2016 Präsident der Deutschen Akademie der Darstellenden Künste.

## Leben
Beil studierte Anfang der 1960er-Jahre in Mainz Germanistik, Geschichte und Musik. Sein Hauptinstrument während des Musikstudiums war die Klarinette. Nach Abschluss seines Studiums erhielt er 1965 sein erstes Engagement an den Städtischen Bühnen Frankfurt am Main als Dramaturgieassistent. 1968 wechselte er an das Basler Theater, wo er bis 1974 als Chefdramaturg tätig war. Beil begleitete dort als Dramaturg Uraufführungen von Friedrich Dürrenmatt und Inszenierungen von Werner Düggelin. Nach dieser Tätigkeit wechselte er an das Staatstheater Stuttgart, wo Claus Peymann Intendant war. Seitdem ist er ständiger Dramaturg von Peymann und wechselte mit ihm 1979 an das Schauspielhaus Bochum und 1986 an das Burgtheater in Wien. Das Burgtheater leitete er gemeinsam mit Peymann als Co-Direktor. Von 1992 bis 1997 war er außerdem als Mitarbeiter von Peter Stein für die Salzburger Festspiele tätig. 1999 wechselte er gemeinsam mit Peymann an das Berliner Ensemble, wo er bis 2017 Chefdramaturg war.
Thomas Bernhard widmete ihm drei Dramolette, die unter dem Titel Claus Peymann kauft sich eine Hose und geht mit mir essen 1990 erschienen. Das erste Dramolett (Claus Peymann verläßt Bochum …) inszenierte er selber 1986 zum Abschiedsfest von Peymann. In einem von den Einaktern (Claus Peymann und Hermann Beil auf der Sulzwiese) lässt er ihn auftreten. Hermann Beil spielte sich und die zwei anderen Rollen bei den Wiener Festwochen, wo die Stücke 20 Jahre nach ihrer Entstehung wieder aufgeführt wurden.
1995 wurde Beil mit dem Deutschen Kritikerpreis und zusammen mit Claus Peymann mit dem Theaterpreis Berlin ausgezeichnet.
Von März 2014 bis Ende der Spielzeit 2018/19 war Beil als ehrenamtlicher Berater der interimistischen Burgtheaterdirektorin Karin Bergmann tätig.
Er gehört dem Kuratorium der Akademie für gesprochenes Wort in Stuttgart an.

## Werke
Regiearbeiten
- 1999: Untergang der Titanic von Hans Magnus Enzensberger – Salzburger Festspiele
- 2000: Die Geschichte vom Soldaten von Igor Strawinsky – mit dem Merlin Ensemble Wien und Lore Brunner, später mit Manfred Karge, Ludwigsburger Schlossfestspiele
- 2002: Jubiläum von George Tabori – Landestheater Tübingen

Schriften
- 1983: Saladin Schmitt – Der Theatergründer (Das Buch zur Ausstellung im Schauspielhaus Bochum)
- 1986: Das Bochumer Ensemble – Ein deutsches Stadttheater 1979 bis 1986 (zur Verabschiedung des Peymann-Ensembles aus Bochum)
- 1999: Weltkomödie Österreich – 13 Jahre Burgtheater (zur Verabschiedung des Peymann-Ensembles aus Wien)

## Auszeichnungen
- 2023: Goldenes Ehrenzeichen für Verdienste um das Land Wien[3]